# 1812 rok (cykl obrazów Wasilija Wierieszczagina)

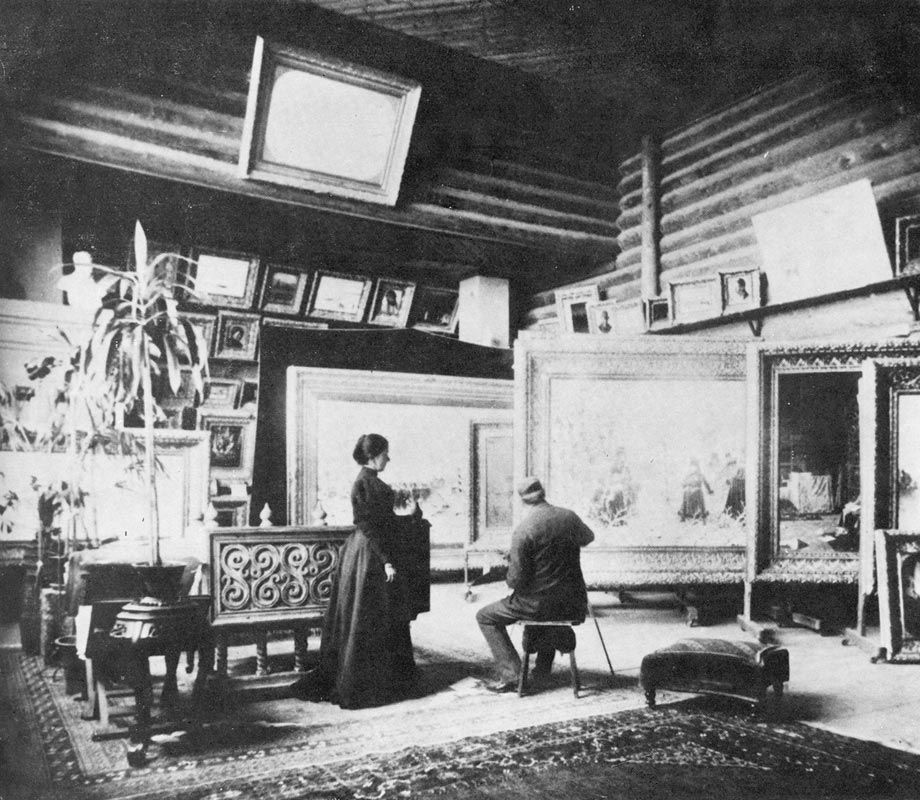
Artysta w swoim atelier wśród obrazów z cyklu 1812 rok

1812 rok (ros. 1812 год) – cykl obrazów olejnych namalowanych w latach 1887–1900 przez rosyjskiego malarza Wasilija Wierieszczagina, znajdujący się w zbiorach Muzeum Wojny Ojczyźnianej 1812 roku, będącego oddziałem Państwowego Muzeum Historycznego w Moskwie.

## Opis
Wasilij Wierieszczagin dokładnie przestudiował historię francuskiej inwazji na Rosję w 1812, zwracając szczególną uwagę na realia militarno-historyczne. Poprzez materiały źródłowe i opracowania poświęcone inwazji oraz podróże do najważniejszych miejsc bitew Cesarskiej Armii Rosyjskiej z francuską Wielką Armią stworzył serię dwudziestu obrazów o wymiarach 202 × 320 centymetrów każdy, ukazujących walkę narodu rosyjskiego z cesarzem Francuzów Napoleonem I. Obrazy były eksponowane na wystawach między innymi w Berlinie, Londynie, Nowym Jorku, Paryżu i Wiedniu.

## Galeria
| Numer | Grafika | Tytuł                                                  | Opis | Data powstania |
| ----- | ------- | ------------------------------------------------------ | --- | -------------- |
| 1     |         | Napoleon I na wzgórzach Borodińskich                   | Cesarz w otoczeniu swoich oficerów obserwuje bitwę pod Borodino                                                              | 1897           |
| 2     |         | Koniec bitwy pod Borodino                              | Francuscy żołnierze ze stosem rosyjskich trupów, pozdrawiają niewidocznego na obrazie Napoleona                              | 1899–1900      |
| 3     |         | Przed Moskwą – w oczekiwaniu deputacji bojarów         | Napoleon na wzniesieniu Pokłonna Góra oczekuje na klucze do Moskwy                                                           | 1891–1892      |
| 4     |         | W soborze Zaśnięcia                                    | Francuska stajnia w moskiewskim Soborze Zaśnięcia Matki Bożej                                                                | 1887–1895      |
| 5     |         | W Kremlu – pożar!                                      | Napoleon na Kremlu obserwuje pożar Moskwy                                                                                    | 1887–1898      |
| 6     |         | Poprzez pożar                                          | Napoleon z pomocą żołnierzy przemieszcza się przez ogień w kierunku Arbatu                                                   | ?              |
| 7     |         | Zamoskworieczje w ogniu                                | Baszta Spasska, Sobór Wasyla Błogosławionego i plac Czerwony trawione przez pożar                                            | ?              |
| 8     |         | Marszałek Davout w klasztorze Czudowym                 | Marszałek Louis Nicolas Davout czyta dokument w klasztorze Czudowskim                                                        | ?              |
| 9     |         | W Pałacu Pietrowskim (w oczekiwaniu na pokój)          | Zatroskany Napoleon w charakterystycznej pozie oczekuje ważnej wiadomości                                                    | ?              |
| 10    |         | Powrót z Pałacu Pietrowskiego                          | Francuscy dragoni przejeżdżają przez spaloną moskiewską ulicę                                                                | ?              |
| 11    |         | Podpalacze. Rozstrzał na Kremlu                        | Francuski pluton egzekucyjny rozstrzeliwuje domniemanych rosyjskich podpalaczy na Kremlu                                     | 1897–1898      |
| 12    |         | Napoleon i marszałek Lauriston – pokój za wszelką cenę | Marszałek Lauriston informuje Napoleona o niepowodzeniu swojej misji do rosyjskiego generała-feldmarszałka Michaiła Kutuzowa | 1899–1900      |
| 13    |         | W Gorodni – iść przebojem, czy ustąpić?                | Dzień po bitwie pod Małojarosławcem. Podłamany Napoleon podparty o blat stołu decyduje co dalej                              | 1887–1895      |
| 14    |         | Na etapie – złe wieści z Francji                       | Napoleon w wiejskiej cerkwi rozmyśla nad swoim losem po powrocie do Francji, po przeczytaniu wiadomości o spisku w Paryżu    | 1887–1895      |
| 15    |         | Na gościńcu – odwrót, ucieczka...                      | Podpierający się kijem Napoleon wraz z grupą oficerów, przemierza pokrytą śniegiem drogę na Mińsk                            | 1887–1895      |
| 16    |         | Napoleon w zimowym ubraniu                             | | ?              |
| 17    |         | Nocny biwak Wielkiej Armii                             | Przejmujący widok żołnierzy napoleońskich którym towarzyszy „generał mróz”                                                   | 1896–1897      |
| 18    |         | Nie atakuj! – Niech podejdą                            | Rosyjscy żołnierze ukryci w zaśnieżonym lesie obserwują zbliżającego się wroga                                               | 1887–1895      |
| 19    |         | Z bronią w ręku – rozstrzelać!                         | Napoleon wydaje rozkaz rozstrzelania schwytanych rosyjskich chłopów                                                          | 1887–1895      |
| 20    |         | Na bagnety! Hurra! Hurra!                              | Rosyjski atak z flanki na Francuzów w gęstym śniegu                                                                          | 1887–1895      |